# (73489) 2002 PE121
(73489) 2002 PE121 – planetoida z pasa głównego asteroid okrążająca Słońce w ciągu 5,61 lat w średniej odległości 3,16 j.a. Odkryta 13 sierpnia 2002 roku.